# コンセプション号火災沈没事故
コンセプション号火災沈没事故は、アメリカ合衆国・カリフォルニア州サンタバーバラ郡サンタクルス島沖合で現地時間2019年9月2日に停泊していたスキューバダイビングボート船「コンセプション号」（MV Conception）から火災が発生し、消火作業中に海底に沈没し、乗員、乗客39人の内34人が死亡した事故である。

## 概要
事故現場は、ロサンゼルスの西方約145キロに位置するサンタクルス島の約18メートル沖合いである。
9月2日午前3時頃、沿岸警備隊がボートが炎上しているという救難信号を受信した。コンセプション号に爆発の痕跡はなく、出火の原因は不明。一方、プロパンガスが爆発したという乗組員の証言もある。火災発生時は乗組員6人全員が眠っており、出火に気づいた時には手遅れであった。
9月3日、地元当局は20人の遺体を収容した。翌日、アメリカ沿岸警備隊は残る14人を死亡と断定し、捜索活動を打ち切った。